# 李安世
李安世（443年—493年），赵郡平棘县（今河北省赵县）人，李祥之子。
十一歲为文成帝招为中书学生。歷任主客令，南齊劉纘出使北魏，李安世負責接待。劉纘很欣赏李安世，稱“不有君子，其能国乎?”。後官给事中，太和九年（485年），感于贫富不均，上疏建议实行均田制。孝文帝依李安世之議，颁布均田令。出京為相州刺史。
又设计除廣平人李波等地方豪强。百姓有云：“李波小妹字雍容，褰裙逐馬如捲蓬。”表示李波家族連女性都擅長騎射武術，可見當時亂世中鄉里命運都把持在地方豪强手中。
李安世原妻博陵崔氏，生子李瑒。崔氏以妒悍被出。李安世尚滄水公主，生二子：李謐、李郁。